# Torrance
Pour les articles homonymes, voir Torrance (homonymie).
 (mai 2022).
Si vous disposez d'ouvrages ou d'articles de référence ou si vous connaissez des sites web de qualité traitant du thème abordé ici, merci de compléter l'article en donnant les références utiles à sa vérifiabilité et en les liant à la section « Notes et références ».
Torrance est une ville du comté de Los Angeles, dans l'État de Californie aux États-Unis. 

## Histoire
Torrance a été nommée en hommage à son fondateur, Jared Sidney Torrance. Elle est surtout connue pour le centre commercial Del Amo Fashion Center, l'un des plus grands du pays.

## Culture
La façade du Torrance High School, notamment la porte d'entrée, sert de décor à la série télévisée Buffy contre les vampires, le lycée étant rebaptisé du nom de la ville fictive « Sunnydale High School ». Cette école a également été utilisée dans la série Beverly Hills 90210 sous le nom « West Beverly Hills High ».

## Économie
Elle possède un aéroport, le Zamperini Field (en), où est basé le fabricant d'hélicoptères Robinson Helicopter, qui employait 1 300 personnes en 2013.

## Géographie
Torrance s'étend sur 53,23 km2 et se situe au sud de la ville de Los Angeles.

## Démographie
Sa population s’élevait à 145 438 habitants lors du recensement de 2010, estimée à 147 195 habitants en 2016, ce qui en fait la septième ville du comté.[réf. nécessaire] La ville compte 146 700 habitants en 2013.
| Groupe                           | Torrance | Californie | États-Unis |
| -------------------------------- | -------- | ---------- | ---------- |
| Blancs                           | 51,1     | 57,6       | 72,4       |
| Asiatiques                       | 34,5     | 13,1       | 4,8        |
| Métis                            | 5,5      | 4,9        | 2,9        |
| Autres                           | 5,4      | 17,0       | 6,2        |
| Afro-Américains                  | 2,7      | 6,2        | 12,6       |
| Amérindiens                      | 0,4      | 1,0        | 0,9        |
| Océaniens                        | 0,4      | 0,4        | 0,2        |
| Total                            | 100      | 100        | 100        |
|                                  |          |            |            |
| Hispaniques et Latino-Américains | 16,1     | 37,6       | 16,7       |

En 2010, la population asiatique est majoritairement composée de Nippo-Américains (12,7 % de la population totale de la ville), de Coréo-Américains (8,8 %), de Sino-Américains (5,5 %), de Philippino-Américains (4,6 %), d'Indo-Américains (2,9 %) et de Viêtnamo-Américains (1,6 %). Quant à la population hispanique et latino, elle est majoritairement composée de Mexicano-Américains (10,2 % de la population).
Selon l'American Community Survey, pour la période 2011-2015, 62,0 % de la population âgée de plus de 5 ans déclare parler anglais à la maison, alors que 9,89 % déclare parler l'espagnol, 6,60 % le coréen, 5,36 % le japonais, 4,26 % une langue chinoise, 1,93 % le tagalog, 1,27 % l'arabe, 1,15 % le vietnamien, 0,70 % l'hindi et 6,23 % une autre langue.
| 1930  | 1940  | 1950   | 1960    | 1970    | 1980    |
| ----- | ----- | ------ | ------- | ------- | ------- |
| 7 271 | 9 950 | 22 241 | 100 991 | 134 968 | 129 881 |

| 1990    | 2000    | 2010    | - | - | - |
| ------- | ------- | ------- | - | - | - |
| 133 107 | 137 946 | 145 438 | - | - | - |

## Jumelages
Oshu (Japon)
 Hwaseong (Corée du Sud)
 Tainan (Taïwan)
 Changhua (Taïwan)
 Bizen (Japon)